# Staatliche Pädagogische Universität Donbas
Die Staatliche Pädagogische Universität Donbas (ukrainisch Донбаський державний педагогічний університет, englisch: Donbas State Pedagogical University) ist eine im Jahre 1939 gegründete Universität in Slowjansk und Bachmut in der ukrainischen Oblast Donezk.
Die Universität besteht aus 8 Fakultäten, an denen insgesamt 12.000 Studenten studieren und 696 Dozenten tätig sind. Von diesen tragen 31 den Professorentitel.
Die Universität besitzt acht Fakultäten:
- Fakultät für Defektologie
- Fakultät für Psychologie, Wirtschaftswissenschaft und Management
- Fakultät für Technologie
- Fakultät für Vorschule und Angewandte Psychologie
- Fakultät für Grundschuldidaktik
- Fakultät für Sportwissenschaften
- Fakultät für Mathematik und Physik
- Fakultät für Philologie